# 圣日耳曼叙拉尔布雷勒
圣日耳曼-叙拉尔布雷勒（法語：Saint-Germain-sur-l'Arbresle，法語發音：[sɛ̃ ʒɛʁmɛ̃ syʁ laʁbʁɛl]，意为“拉尔布雷勒上方的圣日耳曼”）是法国罗讷省的一个旧市镇，属于索恩河畔自由城区。2013年，圣日耳曼-叙拉尔布雷勒与市镇尼埃勒合并为新市镇圣日耳曼-尼埃勒。

## 地理
圣日耳曼-叙拉尔布雷勒（45°51'11"N, 4°36'43"E）面积6.52 平方千米，位于法国奥弗涅-罗讷-阿尔卑斯大区罗讷省，该省份为法国中东部省份，北起顺时针与索恩-卢瓦尔省、安省、里昂大都会、伊泽尔省和卢瓦尔省接壤。
与圣日耳曼-叙拉尔布雷勒接壤的市镇（或旧市镇、城区）包括：谢西、尼埃勒。
圣日耳曼-叙拉尔布雷勒的时区为UTC+01:00、UTC+02:00（夏令时）。

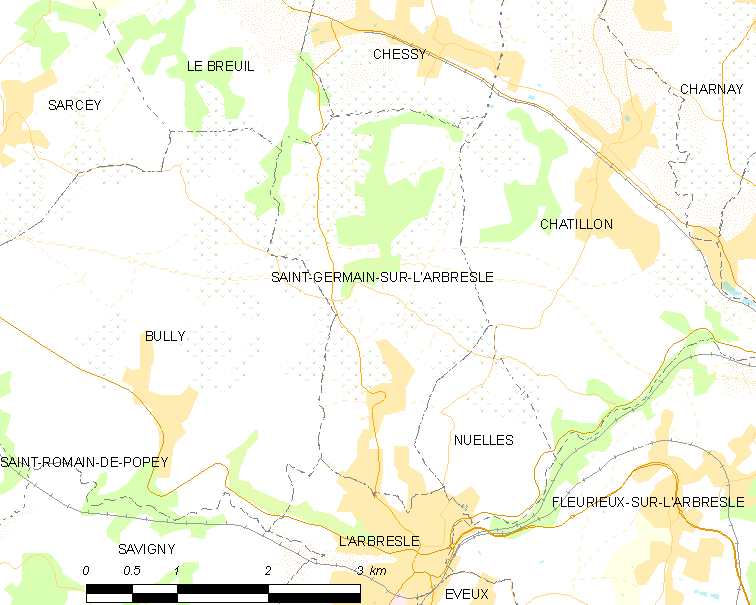
圣日耳曼-叙拉尔布雷勒的OSM定位图

## 行政
圣日耳曼-叙拉尔布雷勒的邮政编码为69210，INSEE市镇编码为69208。

## 人口
圣日耳曼-叙拉尔布雷勒于2018年1月1日时的人口数量为1573人。

1962-2008年间圣日耳曼-叙拉尔布雷勒人口变化图示